# Henriëtte Ronner-Knip
Henriëtte Ronner-Knip (Ámsterdam, 31 de mayo de 1821 - Ixelles, 2 de marzo de 1909) fue una pintora neerlandesa-belga de estilo romántico conocida fundamentalmente por sus pinturas de animales y, en particular, de gatos.

## Biografía
Nació en Ámsterdam en una familia de artistas, recibiendo sus primeras lecciones de pintura de su padre Josephus Augustus Knip a la edad de 11 años. Algunas fuentes señalan que su madre era la también pintora de aves Pauline Rifer de Courcelles, que fue la primera esposa del padre, aunque en el momento del nacimiento estaban separados y el padre vivía con su amante Cornelia van Leeuwen (1790–1848), a la que también se señala cómo madre de la artista.
El padre había viajado a París en 1801 donde estuvo pintando paisajes. Ganó el Premio de Roma en 1808 y pasó unos años en Italia desde 1809. Allí produjo dibujos de monumentos romanos.
La familia se trasladaba a menudo, y su padre consiguió trabajo dado clases. Pero, hacia 1823, se quedó ciego de un ojo. Al año siguiente se divorció definitivamente de Rifer de Courcelles y se casó con van Leeuwen. El padre perdió la vista en 1832, de modo que empezó a formar a su hija para que se encargara de mantener el sustento de la familia. Así que ella comenzó a trabajar rigurosamente en sus trabajos en el estudio de su padre a partir de 1835 y para 1840, cuando se asentaron en Berlicum, era ella quien estaba a cargo de los asuntos financieros y legales de la familia. En 1938 participó en la Exposición de Maestros Vivos en Holanda en 1838.
Gradualmente comenzó a focalizarse en la temática de los animales. En 1845 sus obras estaban centradas en perros de caza en bosques o en campos.   
Tras la muerte de van Leeuwen, se trasladó a Ámsterdam, donde se dedicó a pintar granjas, animales y bosques; primero con acuarelas y posteriormente al óleo. Ese mismo año (1848) fue admitida como miembro activo de Arti et Amicitiae.
En 1850 se casó con Teico Ronner (1819-1883), con quien tuvo seis hijos (dos de ellos se dedicaron a la pintura), y se trasladaron a Bélgica. Él enfermaba a menudo, por lo que no tenía un empleo estable, de modo que la artista estuvo encargada de la economía de la familia, una vez más.
Alrededor del año 1870 realizó sus obras más conocidas, centrándose en la temática de gatos juguetones de largo pelaje en ambientes burgueses. Su arte fue considerablemente popular. Continuó también pintando perros, como por ejemplo los perros falderos de María Enriqueta de Austria y de la princesa María de Hohenzollern-Sigmaringen.  Ronner-Knip también exhibió sus obras en el Palace of Fine Arts en la Exposición Mundial Colombina de Chicago de 1893.
Cuando el modernismo comenzó a ganar más terreno, sus trabajos comenzaron a ser llamados "poco inspiradores y conservadores". En sus últimos años vivía en una casa con un amplio jardín en la que seguía recogiendo perros, gatos y loros que luego utilizaba como modelos. Tras observarlos en su estudio creaba  esculturas de papel con las posturas deseadas y las preparaba con otros objetos, como muebles o ropa. En alguna ocasión colaboró con el pintor de género David Col.
Henriëtte ganó numerosos premios gracias a sus obras y ahora sus trabajos se encuentran en varios museos.
En 1887, recibió la Orden de Leopoldo y, en 1901, se convirtió en miembro de la Orden de Orange-Nassau. Su hijo Alfred y sus hijas Alice y Emma también se convirtieron en artistas. A menudo exponía con ellas.
Murió el 2 de marzo de 1909 en Ixelles (Bélgica).

## Obras

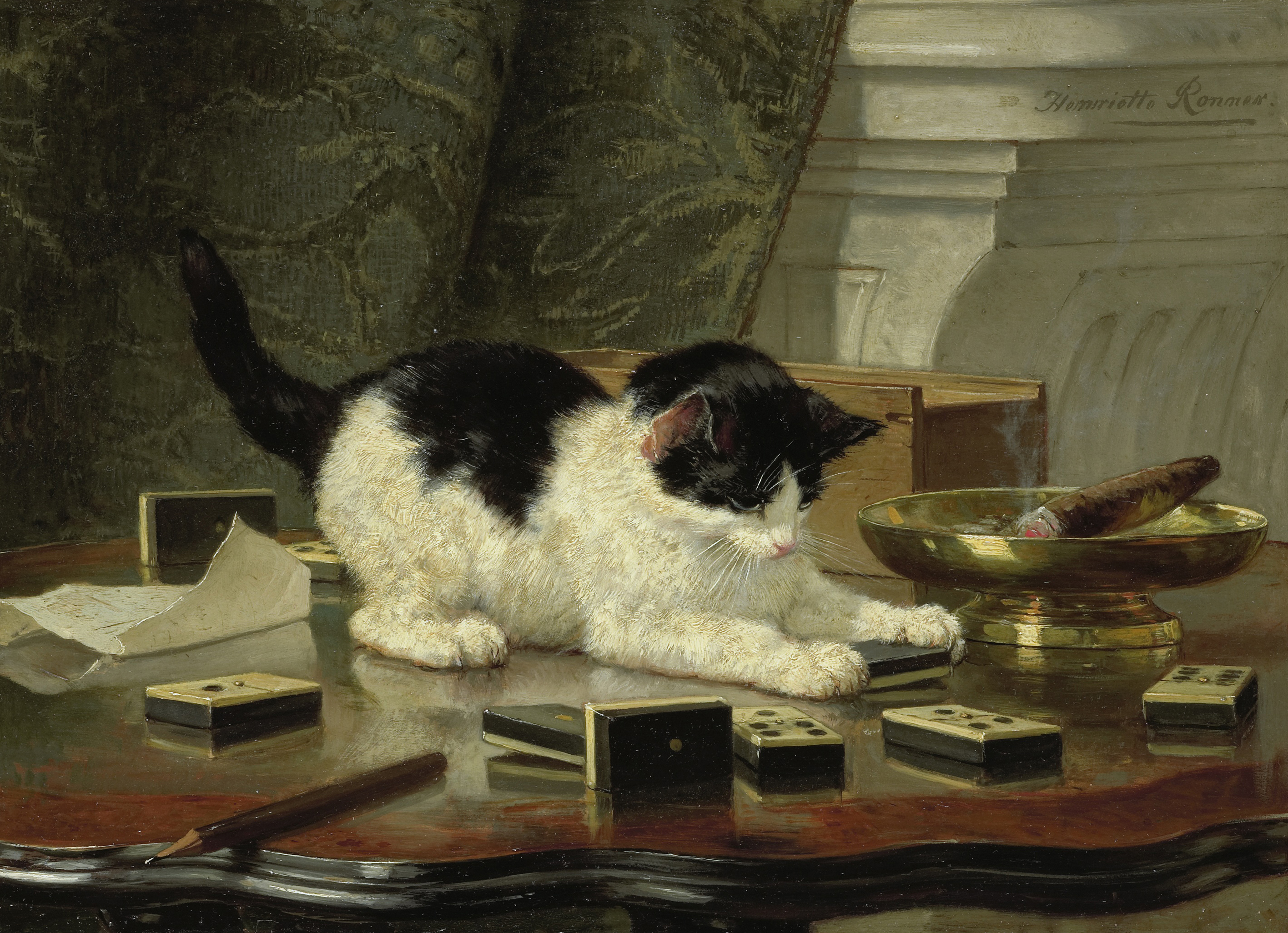
Juego del gatito
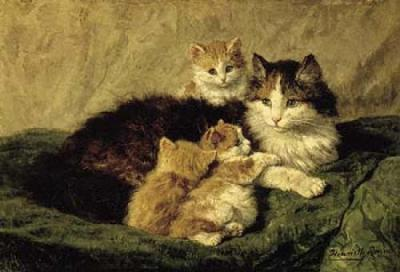
Contento
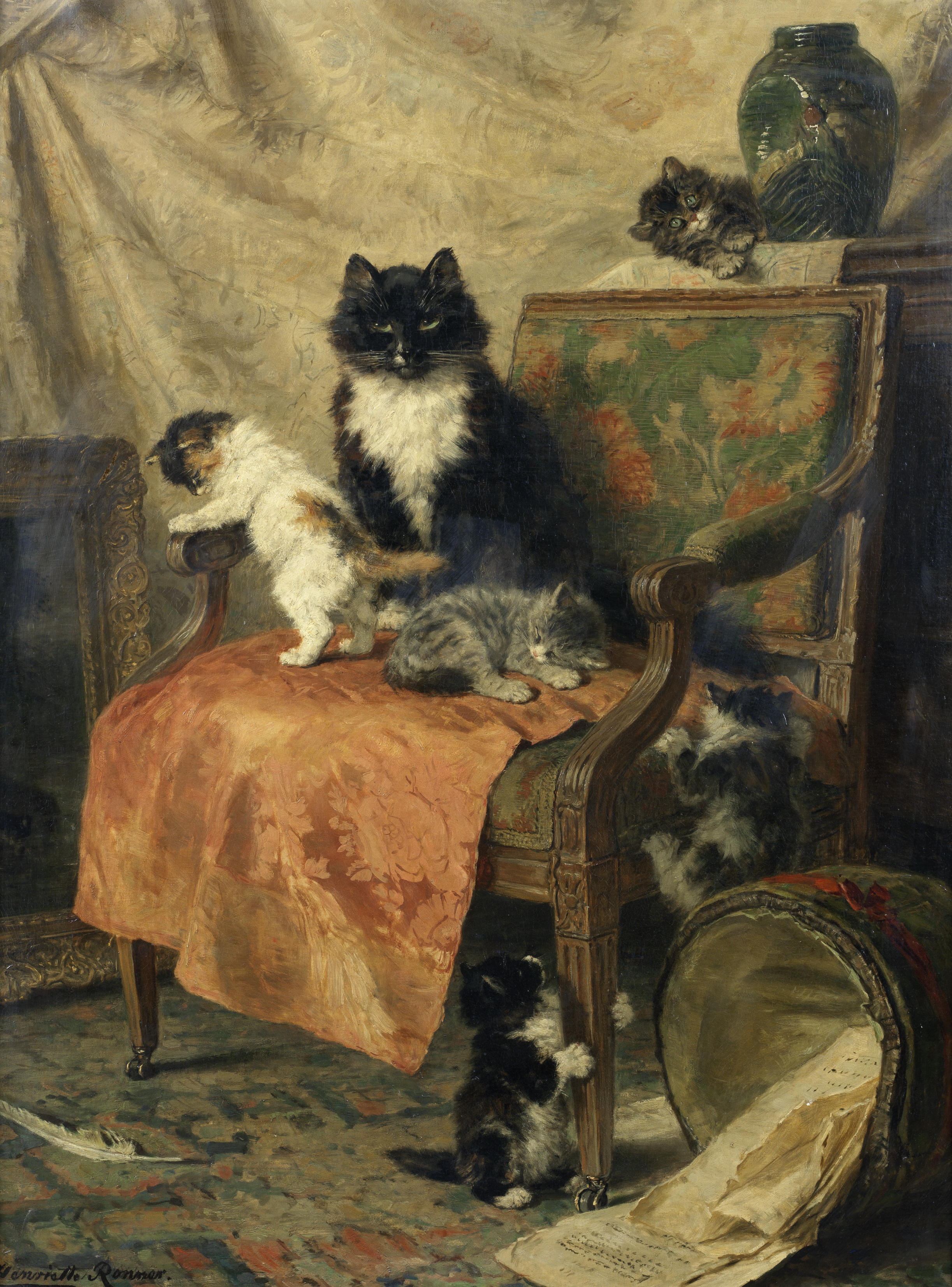
Gatitos jugando
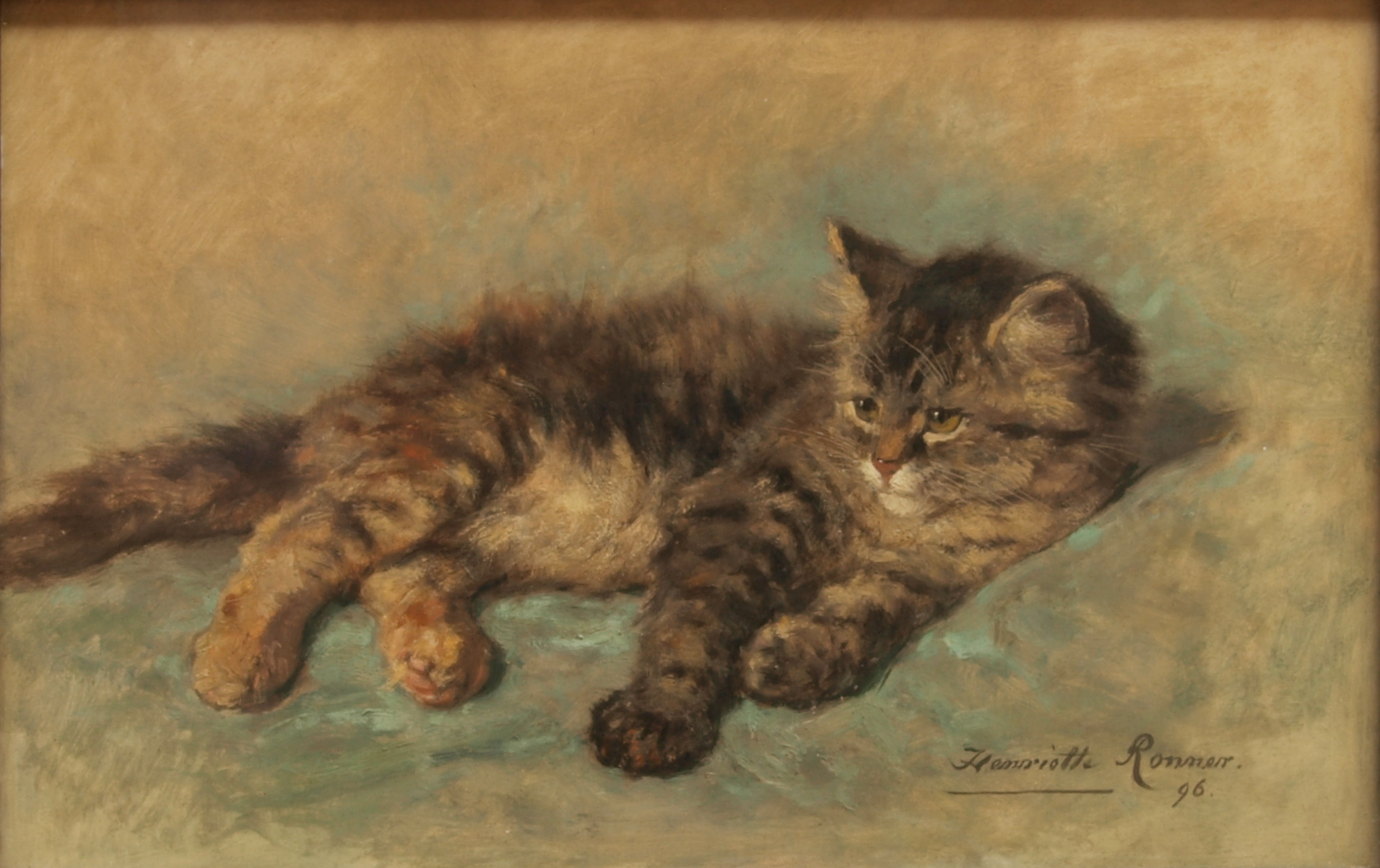
Gato descansando
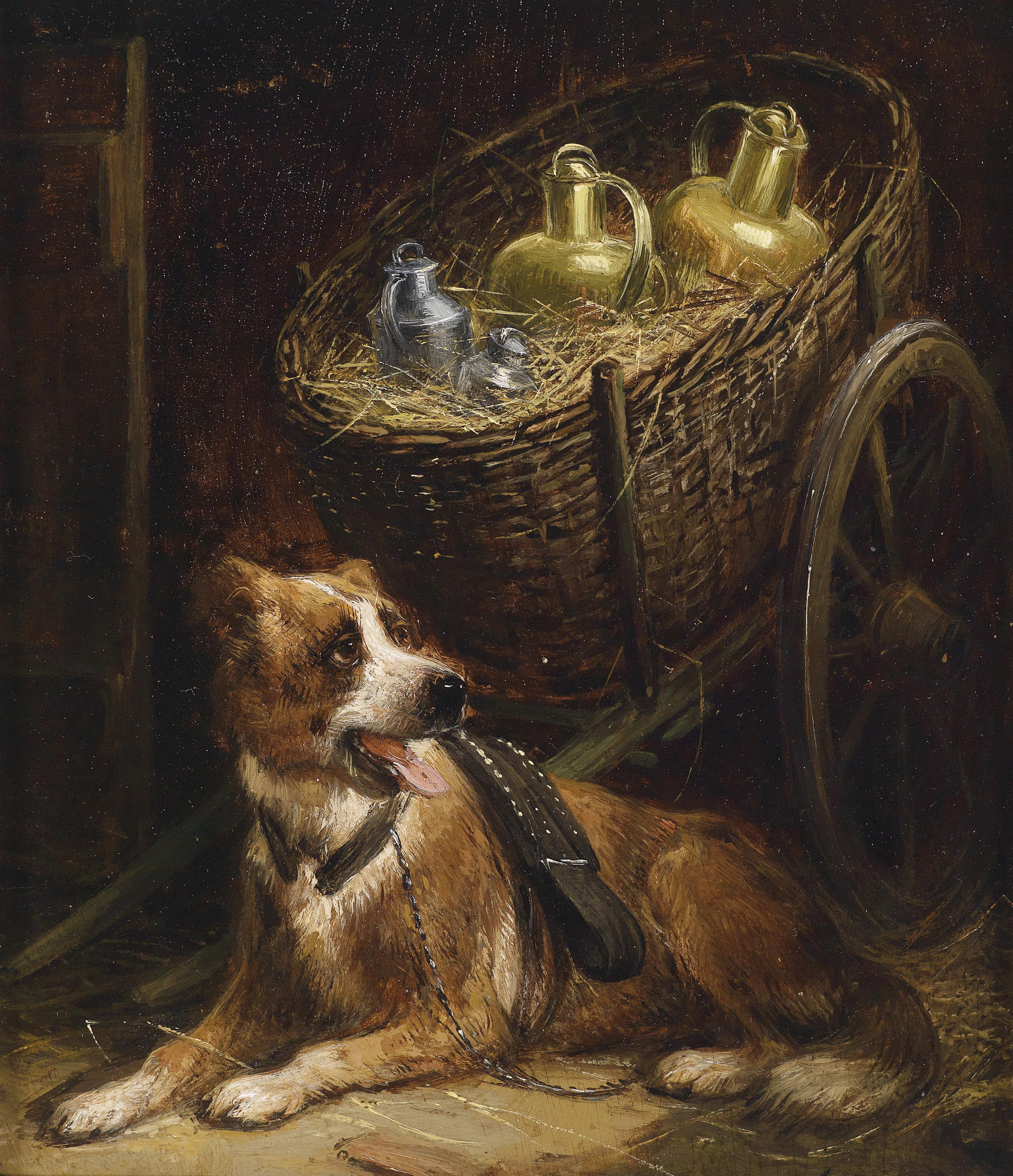
Perro de carro en reposo

## Información adicional
- Henry Havard, Un peintre de chats. Madame Henriette Ronner, Boussod, 1892.
- Marion Harry Spielman, Henriëtte Ronner, the painter of Cat Life and Cat Character, Century-Crofts, 1893.
- Fransje Kuyvenhoven, Ronald Peeters, De familie Knip: drie generaties kunstenaars uit Noord-Brabant, Waanders, 1988.
- Harry Kraaij, Henriette Ronner-Knip, 1821-1909: een virtuoos dierschilderes, Scriptum Signature, 1998 ISBN 90-559-4081-X